# Optatissima pax
Mit der Friedensenzyklika Optatissima pax (lat.: Der erwünschteste Frieden) vom 18. Dezember 1947 setzte Papst Pius XII. seine Bemühungen um den Frieden fort. Er rief die katholische Kirche zu öffentlichen Gebeten, für die Versöhnung zwischen den Völkern, auf.

Die Kernaussage lautet: 

„Freiheit kann nur gedeihen, wo Recht und Gesetz herrschen und die Achtung vor der Würde des Einzelnen wieder stark und wirksam ist... Unterdessen leben immer noch Millionen von Menschen unter Willkür und Zwang... Mögen heute auch die dunklen Mächte der Zersetzung, Zwietracht und Zerstörung wühlen, um so überwältigender sollen sich der Einsatz der Christen, ihre Kräfte der Einheit, der Ordnung und des Friedens auswirken...“